# Pakistanische Cricket-Nationalmannschaft in den West Indies in der Saison 2021
Die Tour der australischen Cricket-Nationalmannschaft auf die West Indies in der Saison 2021 fand vom 28. Juli bis zum 24. August 2021 statt. Die internationale Cricket-Tour war Bestandteil der Internationalen Cricket-Saison 2021 und umfasste zwei Tests und vier Twenty20. Die Tests waren Teil der ICC World Test Championship 2021–2023. Pakistan gewann die Twenty20-Serie 1–0, während die Test-Serie 1–1 unentschieden endete.

## Vorgeschichte
Die West Indies spielten zuvor eine Tour gegen Australien, Pakistan eine Tour in England. Das letzte Aufeinandertreffen der beiden Mannschaften bei einer Tour fand in der Saison 2017/18 in Pakistan statt.

## Stadien
Die folgenden Stadien wurde für die Tour als Austragungsort vorgesehen.
| Stadt      | Land     | Stadion            | Kapazität | Spiele       |
| ---------- | -------- | ------------------ | --------- | ------------ |
| Bridgetown | Barbados | Kensington Oval    | 11.000    | 1. T20       |
| Georgetown | Guyana   | Providence Stadium | 20.000    | 2. – 4. T20  |
| Kingston   | Jamaika  | Sabina Park        | 20.000    | 1. & 2. Test |

## Kaderlisten
Australien benannte seine Kader am 4. Juni 2021.
Die West Indies benannten ihren Twenty20-Kader am 18. Mai und ihren Test-Kader am 9. August.
| Test | Test | Twenty20 | Twenty20 |
| West Indies | Pakistan | West Indies | Pakistan |
| --- | --- | --- | --- |
| - Kraigg Brathwaite (K) - Jermaine Blackwood (VK) - Nkrumah Bonner - Shamarh Brooks - Rahkeem Cornwall - Roston Chase - Joshua Da Silva (wk) - Jahmar Hamilton - Chemar Holder - Jason Holder - Shai Hope - Alzarri Joseph - Kyle Mayers - Kieran Powell - Kemar Roach - Jayden Seales - Jomel Warrican | - Babar Azam (K) - Mohammad Rizwan (VK, wk) - Abid Ali - Azhar Ali - Abdullah Shafique - Faheem Ashraf - Fawad Alam - Haris Rauf - Hasan Ali - Imran Butt - Mohammad Abbas - Mohammad Nawaz - Naseem Shah - Nauman Ali - Sajid Khan - Sarfaraz Ahmed (wk) - Saud Shakeel - Shaheen Afridi - Shahnawaz Dahani - Yasir Shah - Zahid Mahmood | - Kieron Pollard (K) - Nicholas Pooran (VK, wk) - Fabian Allen - Dwayne Bravo - Sheldon Cottrell - Fidel Edwards - Andre Fletcher (wk) - Chris Gayle - Shimron Hetmyer - Jason Holder - Akeal Hosein - Evin Lewis - Obed McCoy - Andre Russell - Romario Shepherd - Lendl Simmons - Kevin Sinclair - Oshane Thomas - Hayden Walsh Jr. | - Babar Azam (K) - Shadab Khan (VK) - Arshad Iqbal - Azam Khan - Faheem Ashraf - Fakhar Zaman - Haider Ali - Haris Rauf - Hasan Ali - Imad Wasim - Mohammad Hafeez - Mohammad Hasnain - Mohammad Nawaz - Mohammad Rizwan (wk) - Mohammad Wasim - Sarfaraz Ahmed (wk) - Shaheen Afridi - Sharjeel Khan - Sohaib Maqsood - Usman Qadir |

## Tour Matches
| 3. – 6. August | Kingston | Kraig Brathwaite XI 173 (71) & 333-9d (99.2) | – | Jermaine Blackwood XI 261 (87.5) & 140-4 (36.2) |
|                |          | Remis                                        |   |                                                 |

## Twenty20 Internationals

### Erstes Twenty20 in Bridgetown
| 28. Juli Scorecard | Bridgetown | West Indies 85-5 (9) | – | Pakistan |
|                    |            | No Result            |   |          |

Pakistan gewann den Münzwurf und entschied sich als Feldmannschaft zu beginnen. Regen sorgte für Abbruch des Spiels.

### Zweites Twenty20 in Georgetown
| 31. Juli Scorecard | Georgetown | Pakistan 157-8 (20)         | – | West Indies 150-4 (20) |
|                    |            | Pakistan gewinnt mit 7 Runs |   |                        |

Die West Indies gewannen den Münzwurf und entschieden sich als Feldmannschaft zu beginnen. Als Spieler des Spiels wurde Mohammad Hafeez ausgezeichnet.

### Drittes Twenty20 in Georgetown
| 1. August Scorecard | Georgetown | West Indies 15-0 (1.2) | – | Pakistan |
|                     |            | No Result              |   |          |

Die West Indies gewannen den Münzwurf und entschieden sich als Schlagmannschaft zu beginnen. Regen sorgte für Abbruch des Spiels.

### Viertes Twenty20 in Georgetown
| 3. August Scorecard | Georgetown | West Indies 30-0 (3) | – | Pakistan |
|                     |            | No Result            |   |          |

Pakistan gewann den Münzwurf und entschied sich als Feldmannschaft zu beginnen. Regen sorgte für Abbruch des Spiels.

## Tests

### Erster Test in Kingston
| 12. – 16. August Scorecard | Kingston | Pakistan 217 (70.3) & 203 (83.4) | – | West Indies 253 (89.4) & 168-9 (56.5) |
|                            |          | West Indies gewinnt mit 1 Wicket |   |                                       |

West Indies gewann den Münzwurf und entschied sich als Feldmannschaft zu beginnen. Als Spieler des Spiels wurde Jayden Seales ausgezeichnet.

### Zweiter Test in Kingston
| 20. – 24. August Scorecard | Kingston | Pakistan 302-9d (110) & 176-6d (27.2) | – | West Indies 150 (51.3) & 219 (83.2) |
|                            |          | Pakistan gewinnt mit 109 Runs         |   |                                     |

West Indies gewann den Münzwurf und entschied sich als Feldmannschaft zu beginnen. Als Spieler des Spiels wurde Shaheen Afridi ausgezeichnet.

## Auszeichnungen

### Player of the Series
Als Player of the Series wurden der folgende Spieler ausgezeichnet.
| Serie   | Player of the Series |
| ------- | -------------------- |
| Test    | Shaheen Afridi       |
| Tweny20 | –                    |

### Player of the Match
Als Player of the Match wurden die folgenden Spieler ausgezeichnet.
| Spiel       | Player of the Match |
| ----------- | ------------------- |
| 1. Test     | Jayden Seales       |
| 2. Test     | Shaheen Afridi      |
| 1. Twenty20 | –                   |
| 2. Twenty20 | Mohammad Hafeez     |
| 3. Twenty20 | –                   |
| 4. Twenty20 | –                   |